# Mark Heese
Mark Heese, född 15 augusti 1969 i Toronto, är en kanadensisk beachvolleybollspelare.
Heese blev olympisk bronsmedaljör i beachvolleyboll vid sommarspelen 1996 i Atlanta.